# NGC 5021
NGC 5021 é uma galáxia espiral barrada (SBb) localizada na direcção da constelação de Canes Venatici. Possui uma declinação de +46° 11' 47" e uma ascensão recta de 13 horas, 12 minutos e 06,1 segundos.
A galáxia NGC 5021 foi descoberta em 26 de Abril de 1830 por John Herschel.